# Hellinsia
Hellinsia är ett släkte av fjärilar som beskrevs av Tutt 1905. Hellinsia ingår i familjen fjädermott.

## Bildgalleri

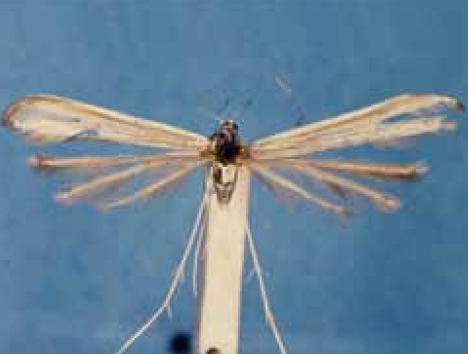
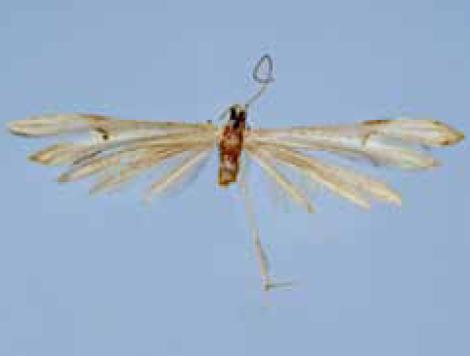
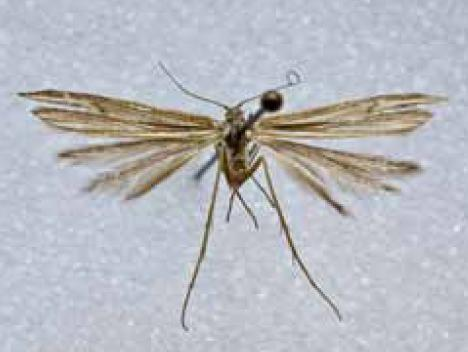
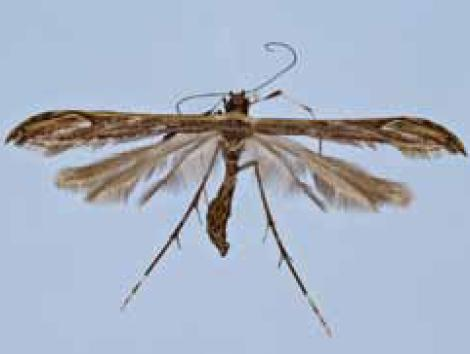
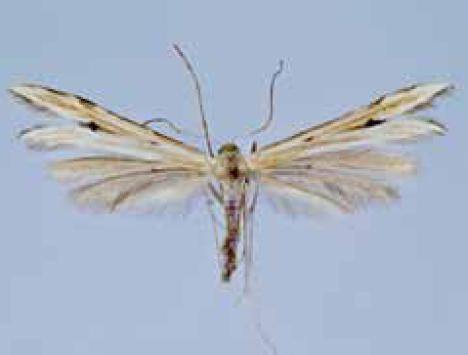
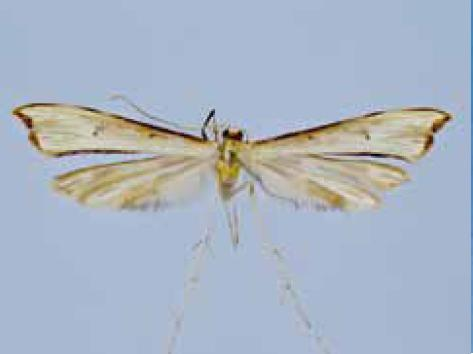

## Dottertaxa tillHellinsia, i alfabetisk ordning[1][2]
- Hellinsia acutus
- Hellinsia aegyptiacus
- Hellinsia aethiopicus
- Hellinsia albodactylus
- Hellinsia aruna
- Hellinsia borbonicus
- Hellinsia carphodactyla
- Hellinsia catharodactylus
- Hellinsia cinerariae
- Hellinsia citridactylus
- Hellinsia correptus
- Hellinsia devius
- Hellinsia didactylites
- Hellinsia distinctus
- Hellinsia eparches
- Hellinsia fletcheri
- Hellinsia fuscomarginata
- Hellinsia hirosakianus
- Hellinsia icarodactyla
- Hellinsia inulae
- Hellinsia ishiyamanus
- Hellinsia korbi
- Hellinsia kuwayamai
- Hellinsia laciniata
- Hellinsia lacteolus
- Hellinsia lienigianus
- Hellinsia linus
- Hellinsia lochmaius
- Hellinsia melinodactylus
- Hellinsia mutuurai
- Hellinsia nigridactylus
- Hellinsia osteodactylus
- Hellinsia phlegmaticus
- Hellinsia scarodactyla
- Hellinsia sericeodactylus
- Hellinsia serindibanus
- Hellinsia sibiricus
- Hellinsia sichuana
- Hellinsia tephradactyla
- Hellinsia trimmatodactylus
- Hellinsia turbidellus
- Hellinsia victorianus
- Hellinsia wrangeliensis
- Hellinsia zermattensis